# Mesosfeer (atmosfeer)

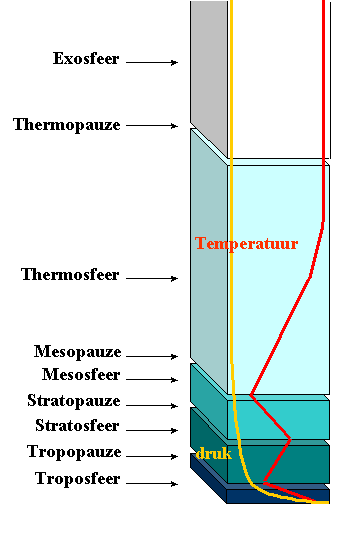
Opbouw van de atmosfeer.

De mesosfeer is de luchtlaag van de dampkring die zich bevindt tussen de stratosfeer en de thermosfeer. De lagen worden gescheiden door respectievelijk de stratopauze en de mesopauze. De term is afgeleid van de Oudgriekse woorden μέσος, mesos voor midden en σφαῖρα, sphaira voor bol.
De mesosfeer begint op een hoogte van 50 kilometer en reikt tot 80 à 85 kilometer. In de mesosfeer daalt de temperatuur met de hoogte, dit in tegenstelling tot de stratosfeer waar de temperatuur toeneemt met de hoogte. Het punt met de hoogste temperatuur is dan ook de scheidslijn tussen de twee lagen. De oorzaak voor dit temperatuursverloop is te vinden in de ozonconcentratie die dichter bij de stratosfeer hoger wordt. Ozon absorbeert straling met een golflengte onder de 325 nanometer en meer ozon geeft dus een hogere temperatuur.
De temperatuur neemt in de mesosfeer af tot rond de -100 °C bij een hoogte van ongeveer 80 kilometer.
In de mesosfeer komen de lichtende nachtwolken voor. Het is ook het gebied van de ionosfeer dat ongeveer overeenkomt met de D-laag die 's nachts wegvalt.

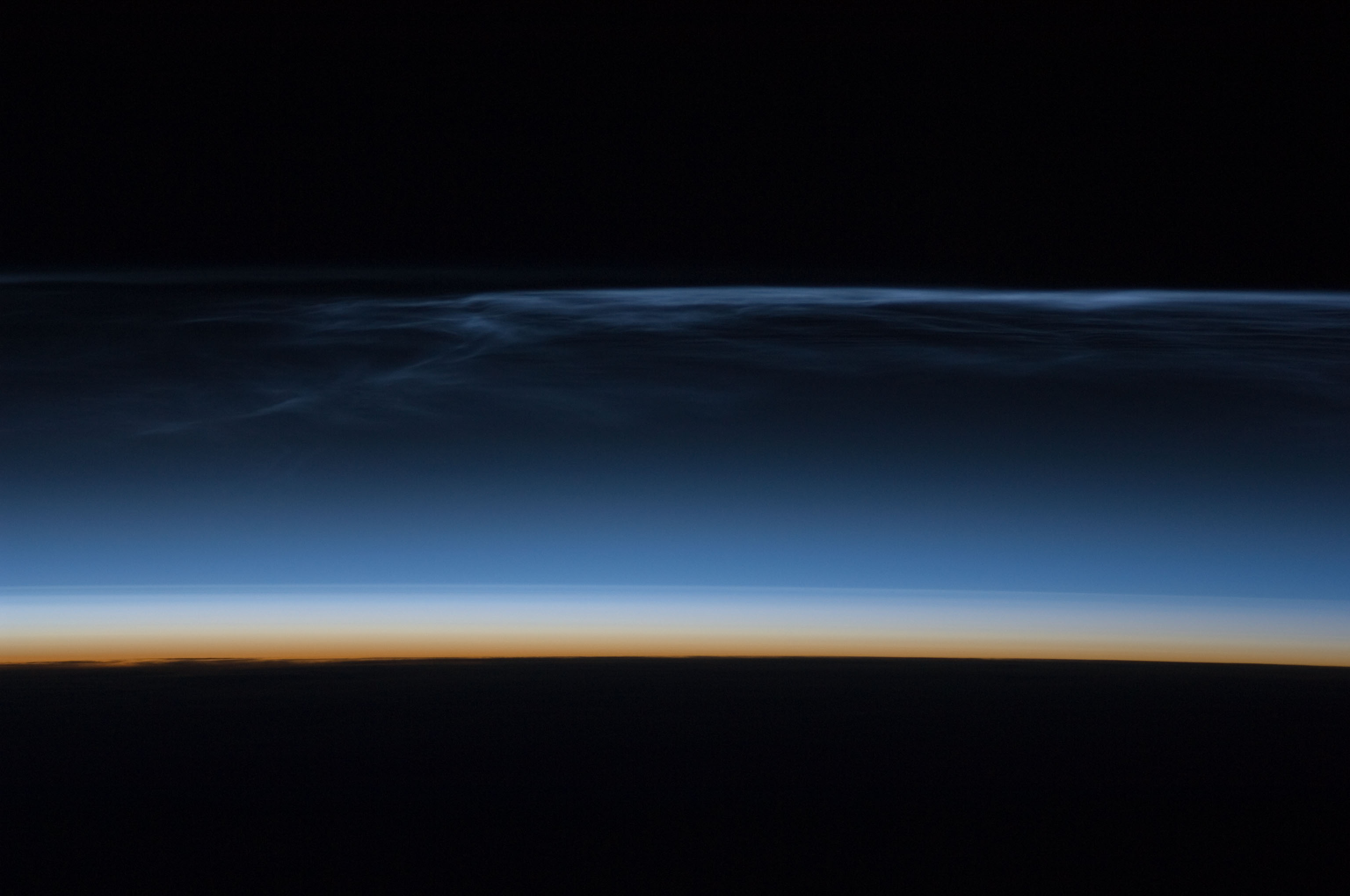
Lichtende nachtwolken in de mesosfeer vanuit het ISS. Dit is de hoogste bewolking in de atmosfeer.

Troposfeer · Tropopauze · Stratosfeer · Stratopauze · Mesosfeer · Mesopauze · Thermosfeer · Thermopauze · Exosfeer